# Motor Club Chañar Ladeado
El Motor Club Chañar Ladeado es un club deportivo de la localidad de Chañar Ladeado, Santa Fe, Argentina. La institución está dedicada a la promoción del automovilismo en el pueblo. En el predio del club se encuentran el autódromo Eduardo Ferroni y el kartódromo Rogelio Oddino.

## Historia
El Motor Club fue fundado el 11 de mayo de 1959.
El primer presidente de la institución fue Ercilio Bertero, secundado por Rogelio Lorenzatti, Juan Carlos Peralta, Guillermo Delaygue, Rogelio Oddino y Antonio Zandoli entre otros.
Durante la década del 70 se vivieron las mayores convocatorias de la historia del club cuando se organizaban las pruebas de la categoría Limitada Santafesina en la fecha fija del 20 de junio.

## Autódromo Héctor Ferroni
El Motor Club posee un predio al oeste del camino que une Chañar Ladeado con la estación del ferrocarril de la localidad. En dicho predio se encuentra el autódromo Eduardo Ferroni, un circuito de tierra de 1.300 m de extensión que combina zonas trabadas con partes muy rápidas.
El trazado del circuito está dado por una larga recta principal que desemboca en la primera curva. Luego se llega a una chicana amplia. Luego, antes del giro a la izquierda se encuentra una corta recta opuesta que termina en el ingreso al amplio curvón que termina en la recta principal.

## Karting
Además del circuito principal, el Motor Club posee un kartódromo que lleva el nombre de Rogelio Oddino, en homenaje a quien fuera varias veces Presidente de ésta Institución.